# Diego Hurtado de Mendoza (poeta)
Diego Hurtado de Mendoza (Granada, 1505 - Madrid, 1575) va ser un poeta i diplomàtic castellà. Fill del comte de Tendilla, va estudiar a Granada i Salamanca. Va ser el primer marqués de Mondéjar i va estar a Itàlia.
Més tard va actuar com a ambaixador a Anglaterra en 1537, on se li va encomanar negociar unes bodes reials que es van frustrar. Llavors, nomenat ambaixador a Venècia (1539 - 1547), va representar a més a Carles V en el Concili de Trtnt.
Ambaixador a Roma (1547), va ser després governador de Siena, on va sufocar una insurrecció. Se'l va acusar d'irregularitats financeres, i el procés que va sol·licitar per a demostrar-ne la innocència es va dictar trenta anys més trad amb la seua absolució (1578). De tornada a la península Ibèrica, va ser proveïdor de l'Armada de Laredo i en 1556 va rebre l'hàbit de l'Orde d'Alcàntera. Tres anys després està a Brussel·les; durant l'agonia del príncep Carles (1568), va tindre una disputa violenta amb un cavaller que va desembocar en el seu desterrament a Medina del Campo per ordre de Felip II, desterrament que mesos després se li va desplaçar a Granada, on el seu nebot el marqués de Mondéjar el va posar al front de l'exèrcit que va haver de combatre la insurrecció dels moriscos. A Granada va estar fins a 1574, any en què se li va permetre l'accés a la Cort, si bé no a Palau.
Diego Hurtado de Mendoza representa l'aristòcrata militar i humanista del segle xvi, compaginador de les armes i les lletres a la mateixa altura. Coneixia el llatí, el grec, l'hebreu i l'àrab, a més de diverses llengües europees. Va reunir una nombrosa biblioteca al llarg dels seus múltiples viatges per tot Europa que va anar a parar al Monestir de San Lorenzo del Escorial. Junt amb Garcilaso de la Vega i Joan Boscà va introduir els nous temes, metres i estrofes de la lírica italiana, si bé, al contrari que aquests autors, es va inclinar més prompte per la sàtira maliciosa i coent (la Faula del carranc, per exemple), i va ser el primer a cultivar el burlesc tema del «sonet del sonet». De totes maneres, no va deixar d'emprar l'art menor i en els seus versos lírics trasllueix una fina melancolia. Destaca la seua Epístola a Boscán i el poema mitològic Faula d'Hipómenes i Atalanta.